# Motocicletta

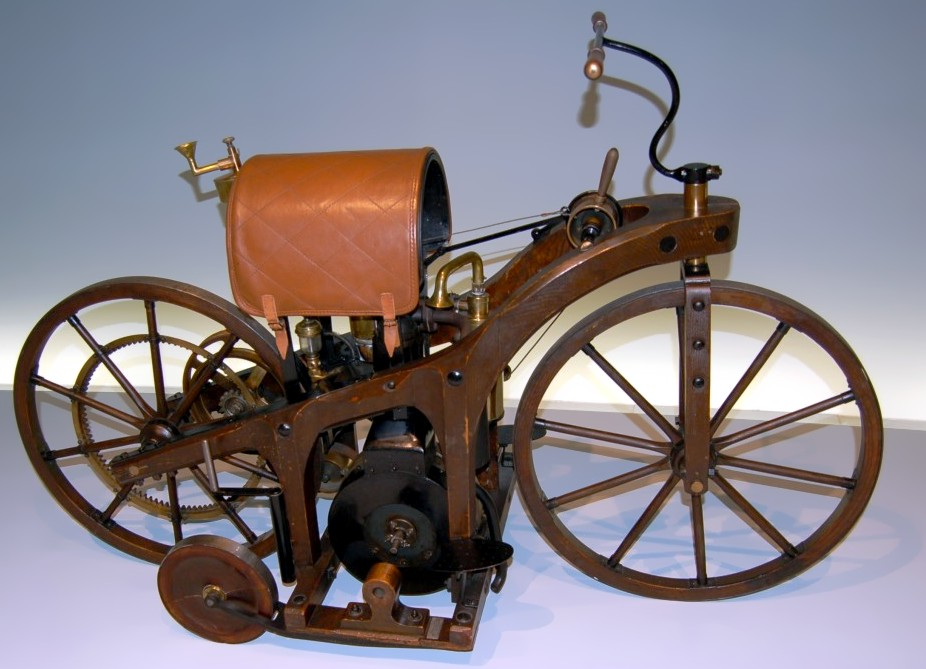
Replica della Daimler Reitwagen-Einspur, prima moto con motore a scoppio, realizzata da Gottlieb Daimler nel 1885 e distrutta da un incendio nel 1903.

La motocicletta (spesso abbreviata anche in moto) è un veicolo avente due ruote in linea provvisto di motore (solitamente a scoppio) in grado di sviluppare una potenza considerevole e di cambio (solitamente a pedale), che, condotto da un guidatore, permette di muoversi autonomamente su strada o su altro terreno per il trasporto di uno o due passeggeri. La motocicletta propriamente detta si differenzia dagli altri veicoli a motore a due ruote per la presenza di ruote di grande diametro (generalmente 16, 17 o 18 pollici) e per il fatto che il serbatoio per il carburante sia compreso tra la sella e il gruppo di sterzo, obbligando il motociclista ad assumere una posizione a cavalcioni del mezzo.
La motocicletta è parte della categoria dei motocicli (termine utilizzato a volte come sinonimo di moto anche se in maniera imprecisa, dato che comprende anche mezzi come gli scooter) e, secondo le norme di classificazione italiane e svizzere, della categoria dei motoveicoli. In origine, questo tipo di veicolo veniva definito bicicletto a motore, a causa della sua discendenza dalla bicicletta.

Una motocicletta Motosacoche che monta un paio di sci – 1914-1918

## Etimologia
Il termine "motocicletta" deriva dal marchio commerciale "Motocyclette" con il quale venne presentato il primo modello prodotto dall'azienda parigina Werner che, per prima, aveva ideato l'applicazione del motore ausiliario a una comune bicicletta, depositando i relativi brevetto e denominazione il 7 gennaio 1897. Il termine "Motocyclette" si diffuse rapidamente e divenne talmente popolare in tutta Europa, già nel primo decennio del XX secolo, da costringere il tribunale di Parigi, per ragioni di pubblico interesse, a cancellare la precedente concessione di esclusività del marchio ai fratelli Werner e riconoscerlo nel pubblico dominio.

### Uso dei terminimotociclettaemotociclo
Per quanto i termini motocicletta e motociclo vengano per lo più usati in maniere interscambiabile, essi non hanno lo stesso significato. Infatti, se il codice della strada italiano e la Convenzione di Vienna sul traffico stradale forniscono una classificazione di motociclo (definendolo genericamente come un veicolo a motore con due ruote) ciò non accade per il termine motocicletta.
In assenza di una definizione legislativa ufficiale si può comunque affermare che il termine motocicletta designi più propriamente quei veicoli a motore dotati di due ruote in linea di grandi dimensioni e che vengono guidati per lo più assumendo una posizione a cavalcioni.
Si noti come questa definizione escluda dal novero delle motociclette veicoli come gli scooter (che generalmente sono dotati di ruote di diametro ridotto e in che si guidano con il busto eretto) che rientrerebbero comunque nella categoria dei motocicli.

## Principi fisici di base

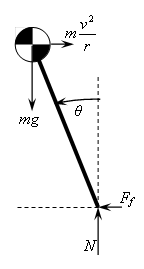
Rappresentazione schematica delle forze agenti sul centro di massa del sistema moto-pilota mentre si affronta una curva

La motocicletta ha 2 ruote in linea e la stabilità del mezzo in movimento viene garantita dal principio di conservazione del momento angolare.
Le variazioni di direzione della motocicletta vengono comandate tramite un manubrio, con sfruttamento degli effetti giroscopici causati dalla conservazione del momento angolare.
Nella motocicletta propriamente detta, escludendo il caso particolare degli scooter, il centauro e l'eventuale passeggero siedono sul mezzo appoggiandosi su una sella, il guidatore utilizza il manubrio per l'appoggio delle mani e per comandare, sul lato sinistro, l'eventuale frizione; sul lato destro sono invece presenti i comandi relativi all'impianto frenante (relativo alla ruota anteriore e talvolta alla frenata integrale) e all'acceleratore che regola la velocità. I piedi si appoggiano invece su apposite pedane, dalle quali il piede destro comanda il freno posteriore (talora, in impianti particolari, la pressione sul comando interviene parzialmente anche sul freno della ruota anteriore) ed il sinistro (ad eccezione dei veicoli a cambio automatico) il cambio delle marce. In passato la posizione destra/sinistra dei due comandi a pedale era mutevole a seconda dei modelli.
La propulsione del mezzo viene garantita dalla presenza di un motore a combustione interna alimentato con benzina, del tipo a quattro tempi o a due tempi.
Questo tipo di veicolo, per poter circolare sulle strade, deve soddisfare i requisiti dettati dai codici della strada in vigore nelle varie nazioni e possedere una regolare omologazione. Anche i requisiti necessari per condurre il veicolo e per l'ammissione o meno del trasporto del passeggero sono codificate all'interno dei codici stessi e possono differire da nazione a nazione.
Alla motocicletta può essere a volte agganciato un elemento esterno: un carrozzino laterale atto a trasportare persone definito motocarrozzetta o, più raramente, un rimorchio posteriore atto al trasporto di merci e bagagli.

### Percorrenza di una curva

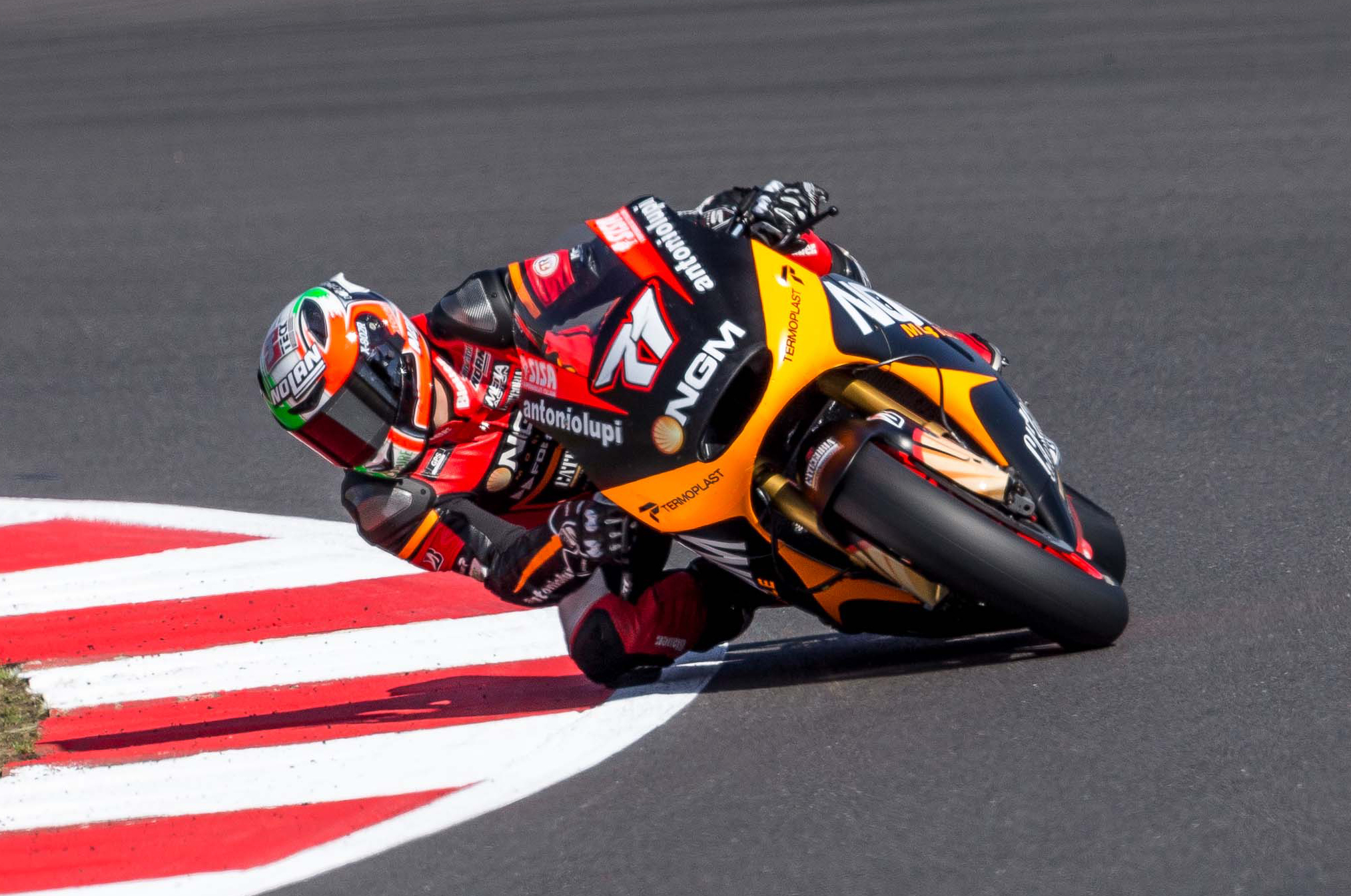
Un pilota mentre affronta una curva su una moto da corsa: si noti l'inclinazione molto accentuata del veicolo e l'ulteriore spostamento del guidatore verso l'interno della curva

Una peculiarità della guida delle motociclette consiste nel fatto che per mantenere in equilibrio il mezzo e seguire la giusta traiettoria durante una curva il guidatore deve inclinare il veicolo in maniera più o meno marcata al fine di controbilanciare gli effetti della forza centrifuga.
In un sistema di riferimento solidale con la moto in curva vi sono quattro forze che agiscono sul sistema costituito dalla moto e dal pilota: la forza d'attrito {\displaystyle F_{a}} tra la ruota e il terreno, la reazione vincolare {\displaystyle N} tra il terreno e la ruota, la forza peso {\displaystyle F_{p}} del sistema moto-pilota e la forza centrifuga {\displaystyle F_{c}}.
Affinché la moto sia in equilibrio è necessario che la somma dei momenti delle forze calcolati rispetto al punto di contatto ruota-strada, sia nullo.
Dato che la reazione vincolare e la forza d'attrito sono applicate nel punto di contatto ruota-strada il loro momento è nullo e quindi le uniche forze da considerare per il calcolo dei momenti sono il peso del sistema moto-pilota e la forza centrifuga.
Detta {\displaystyle v} la velocità della moto, {\displaystyle r} il raggio della curva, {\displaystyle m} la massa del sistema moto-pilota, {\displaystyle \theta } l'angolo formato tra la verticale al punto di contatto ruota-terreno e l'asse congiungente tale punto al centro di massa del sistema moto-pilota, {\displaystyle d} la distanza fra il punto di contatto ruota-terreno e il centro di massa del sistema moto-pilota e {\displaystyle g} l'accelerazione di gravità, si ha che i moduli dei momenti delle forze sono:
- Momento della forza centrifuga: {\displaystyle M_{F_{c}}=m{\frac {v^{2}}{r}}d\cos \theta }
- Momento della forza peso: {\displaystyle M_{F_{p}}=mgd\sin \theta }.

Eguagliando le due espressioni si ottiene che per percorrere una curva di raggio {\displaystyle r}, ad una velocità {\displaystyle v} è necessario inclinare la retta congiungente il baricentro del sistema moto-pilota almeno di un angolo {\displaystyle \theta =\arctan \left({\frac {v^{2}}{gr}}\right)}.
Si noti che l'inclinazione rispetto alla verticale a cui si fa riferimento è quella relativa al sistema moto-pilota e non quella della sola moto. Tale precisazione non è trascurabile, perché bisogna considerare che la velocità con cui è possibile percorrere una curva dipende dall'inclinazione del sistema massa-moto che è determinata non solo dall'inclinazione del veicolo durante la curva ma anche dalla posizione del pilota: infatti, muovendosi lateralmente lungo la sella, il corpo del motociclista può spostarsi ulteriormente verso l'interno della curva, inclinando ulteriormente il sistema massa-moto, compensando in maniera più efficace gli effetti centrifughi e rendendo possibile la percorrenza della curva a velocità maggiore.

## Storia
L'invenzione della motocicletta viene fatta risalire all'ingegnere francese Louis-Guillaume Perreaux che depositò il relativo brevetto (n.83691) il 16 marzo 1869 e realizzò un veicolo a due ruote funzionante a vapore chiamato Vélocipede à Grande Vitesse.

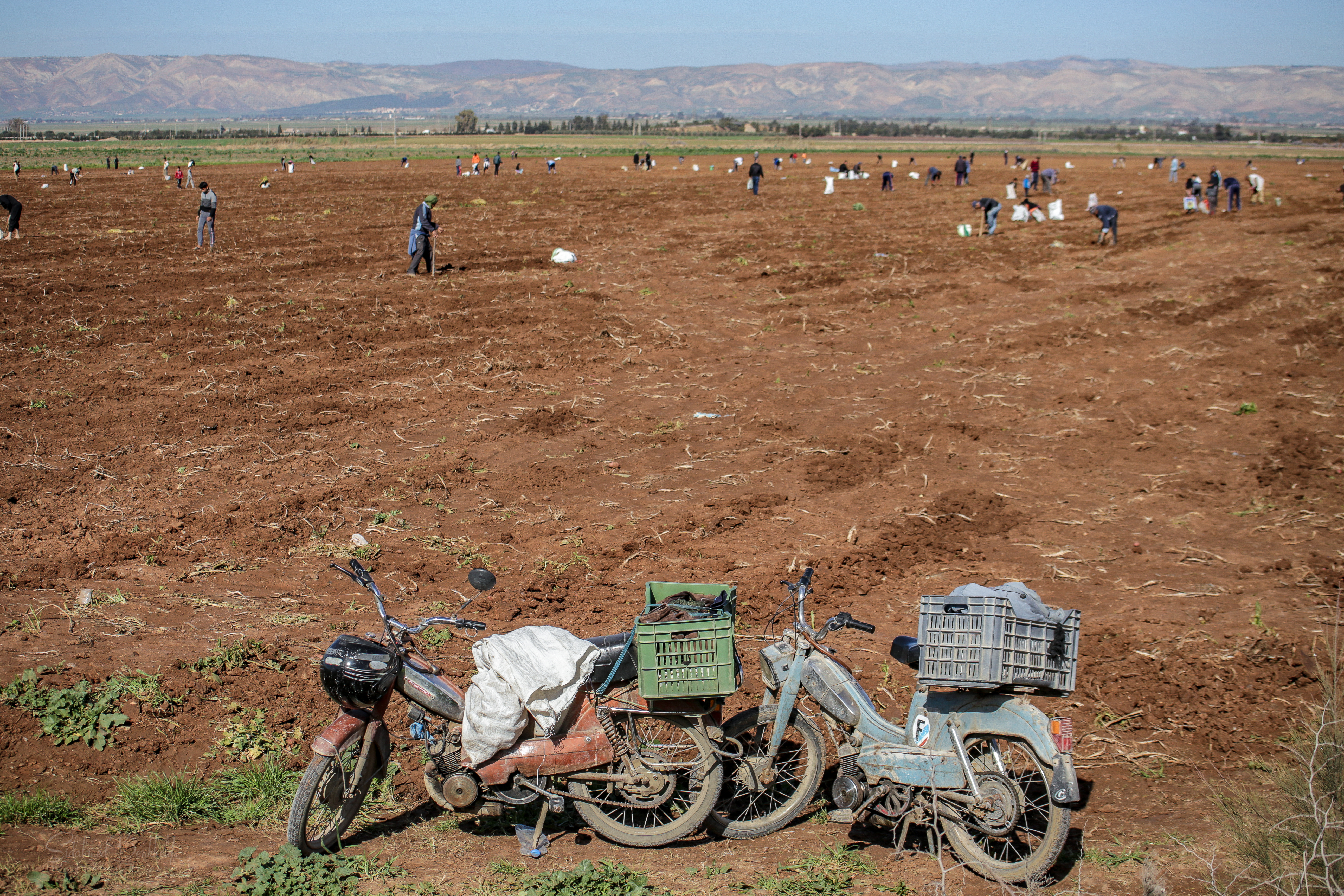
Motociclette in Algeria (2020)

Il primo progetto di motocicletta dotata di motore a combustione interna, depositato presso l'ufficio brevetti di Roma nel 1879, è dell'ingegnere bergamasco Giuseppe Murnigotti che ideò una moto biposto, mossa da un propulsore 2T a combustione gassosa; al progetto non venne poi dato seguito materialmente, quindi il primo prototipo di motocicletta con motore a combustione interna si deve a due inventori tedeschi, Gottlieb Daimler e Wilhelm Maybach, che lo realizzarono nel 1885, in una piccola officina di Cannstatt (nelle vicinanze di Stoccarda).
Nel 1894 i primi esemplari funzionanti vennero messi in vendita dalla Hildebrand & Wolfmüller e da quel momento si assistette ad una continua evoluzione della motocicletta, grazie ad aziende di tutto il mondo, sia in Europa che negli USA.
Come nella parallela storia dell'automobile, il mondo delle motociclette di produzione è andato sempre di pari passo con quello delle competizioni e se, nel mondo dell'automobilismo, già nel 1894 si sviluppava una competizione degna di tale nome con la Parigi-Rouen, l'anno successivo si registravano le prime iscrizioni di bicicli a motore alla Paris-Bordeaux-Paris.
Se i primi modelli costruiti non erano altro che biciclette a cui venivano applicati gli apparati di propulsione, l'evoluzione tecnica ed estetica è stata continua, così come il distanziamento progettuale con le due ruote a propulsione umana. Già nei primi decenni del XX secolo il tipo classico era quello delle moto sottocanna e si vedevano i primi esempi di sospensioni per migliorare il comfort di marcia.
La moto più rara e misteriosa è la Traub del 1917, custodita al Museo Wheels Through Time e della quale non si ha notizia alcuna sulla sua storia, né del modello né della ditta, ma caratterizzata da una qualità e soluzioni tecniche che sarebbero state raggiunte solo decenni dopo la sua produzione.
Nel dopoguerra, ravvisata da parte della Chiesa cattolica l'opportunità di assegnare il patrocinio alla moderna categoria dei motociclisti, per la prima volta fu necessario tradurre il termine motocicletta in lingua latina, in modo da rendere possibile la citazione della categoria, attraverso il veicolo. Nel decreto pontificio Ad perpetuam rei memoriam di papa Pio XII, in data 11 febbraio 1947, la motocicletta è definita birota ignifero latice incita, ovvero "biruota spinta da un liquido infiammabile".
Fino agli anni sessanta la produzione era per la gran parte europea, con l'industria britannica, tedesca e italiana in particolare evidenza, mentre successivamente la parte del leone viene fatta dalle industrie giapponesi.

## Tipologia
Con l'avanzare della tecnica e della specializzazione la tipologia della motocicletta si è sempre più arricchita, cosicché sul mercato del XXI secolo è possibile trovare una moltitudine di nuovi tipi diversi, da quelli per gli usi più estremi a quelli che fanno della versatilità il proprio cavallo di battaglia.
Una suddivisione basica può essere effettuata tra le due ruote progettate e costruite per l'uso prettamente stradale, spaziante dalle versioni più spartane a quelle specifiche per i grandi viaggi, fino alle repliche di quelle utilizzate nella massime competizioni su pista; il secondo tipo è quello rappresentato dalle moto con cui è possibile, se non suggerito, l'utilizzo in fuoristrada. Anche per questo secondo tipo la scelta è molto ampia e spazia dai modelli replica di quelli utilizzati nelle competizioni specifiche, per finire con quelli in cui l'utilizzo al di fuori dei percorsi più battuti si può rivelare anche ardua.
Anche per quanto riguarda le cilindrate comuni, il passar del tempo ha visto una lievitazione della cubatura e la motocicletta media oggi può essere considerata quella che ha una cilindrata intorno ai 600 cm³ munita di appendice aerodinamica anteriore (un cupolino) con funzioni protettive e la possibilità d'installazione di contenitori posteriori (i bauletti), tutto al fine di poter essere utilizzata piacevolmente in ogni condizione di tempo. Solo negli anni sessanta del secolo scorso la stessa cilindrata era appannaggio di pochi modelli, quelli di maggior prestigio (definiti ai tempi anche come maximoto) che, all'inizio del ventunesimo secolo, ormai hanno cubature pressoché raddoppiate.
Anche ragioni di marketing o di moda hanno creato nel tempo le denominazioni con cui si riconoscono oggi dei tipi abbastanza specifici di modelli. Nella maggior parte dei casi la terminologia deriva dalla lingua inglese.

### Motociclette di uso stradale

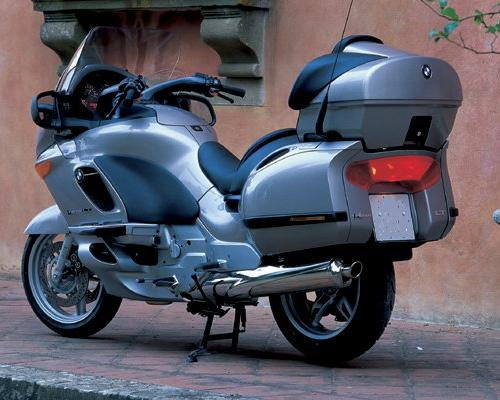
Motocicletta Grand Cruiser

- Naked, con il significato di modello "nudo", privo quasi completamente di protezioni aerodinamiche. Puntano anche molto sui risparmi economici e di peso, privilegiando l'agilità e la semplicità d'uso.
- Cruiser e Grand Cruiser, modelli imponenti, generalmente con motori di grossa cilindrata e accessoriati con tutto ciò che può rendere più piacevole un viaggio in ogni condizione di tempo, anche con bagagli grazie alla presenza di motovaligie. Dotate di protezioni aerodinamiche estese con funzione di riparo dagli eventi atmosferici avversi e spesso di accessori specifici per l'uso anche invernale.
- Race Replica, i modelli con le prestazioni più esasperate che riprendono le linee e le soluzioni tecniche dalle moto da competizione come la Superbike e il Motomondiale. Pressoché sempre dotate di ampie carenature, improntate in questo caso alla ricerca del raggiungimento di velocità elevate.

### Motociclette ad uso fuoristrada
- Cross, i modelli che prendono ispirazione da quelli delle gare di motocross, con soluzioni tecniche che permettono l'uso su piste sterrate, a velocità abbastanza sostenute e in presenza di salti o avvallamenti.
- Enduro (e in passato Regolarità), il cui progresso è andato di pari passo con lo sviluppo delle competizioni omonime, con soluzioni tecniche sempre adatte all'uso su percorsi non asfaltati come sentieri di montagna.
- Tuttoterreno, sono motociclette che possono percorrere tutti i tipi di terreno, che riprendono lo stile delle motociclette da enduro, ma con soluzioni più economiche e più adatte per l'utilizzo quotidiano.
- Trial e Motoalpinismo, modelli per i quali esistono anche competizioni apposite, che non necessitano di velocità elevate ma le cui caratteristiche di leggerezza e agilità consentono di superare quasi ogni tipo di ostacolo.

### Tipi storici e di nicchia
- Custom, moto soggette a un radicale processo di personalizzazione, atto a ridurre il numero di componenti ritenuti inutili o non strettamente necessari.
- Chopper, nate negli USA ma con molti estimatori anche in Europa, sono moto aventi l'asse dello sterzo molto inclinato, in cui il guidatore si trova a guidare in una posizione quasi sdraiata, spesso avvalendosi di un appoggiaschiena posteriore. Sono moto caratterizzate anche da molte cromature e spesso da verniciature appariscenti.
- Café racer e Triton, moto artigianali che hanno rappresentato la massima esponente del motociclismo sportivo inglese degli anni sessanta.
- Scrambler, tra i primi tentativi per avere una motocicletta multiuso, utilizzabile su percorsi stradali e nel fuoristrada non impegnativo.
- Dakar e altri sinonimi richiamanti l'idea del deserto, nate dall'esperienza maturata nelle competizioni africane di Rally Dakar, con caratteristiche spesso in comune con i modelli da enduro.
- Motard, modelli le cui competizioni sono denominate di Supermotard e in cui le caratteristiche tecniche devono trovare il giusto compromesso per il contemporaneo utilizzo su percorsi stradali e da motocross.
- Rétro motocicli moderni ma con linee e in parte soluzioni del passato o non di moda[14]
- Tubone mezzi relativamente economici, dalla spiccata razionalizzazione delle componenti sul concetto di multiuso e del minimalismo.
- Bassotti veicoli dalle misure più compatte, intermedie tra quelle comuni e le minimoto[15]
- Minimoto, veicoli dalle misure estremamente compatte, generalmente concepiti per uso in aree private.

### Da esposizione o peculiari
- Concept motociclette prodotte per esporre un'idea di mobilità futura
- Ispirate a opere veicoli che riprendono le fattezze di veicoli descritti nelle opere[16]
- Monoruota mezzi che utilizzano una sola ruota[17]
- Esasperati motociclette che esasperano determinate caratteristiche, come possono essere le dimensioni o la potenza[18]

## Le componenti meccaniche
Le componenti della moto possono essere suddivise in diverse categorie.

### Ciclistica

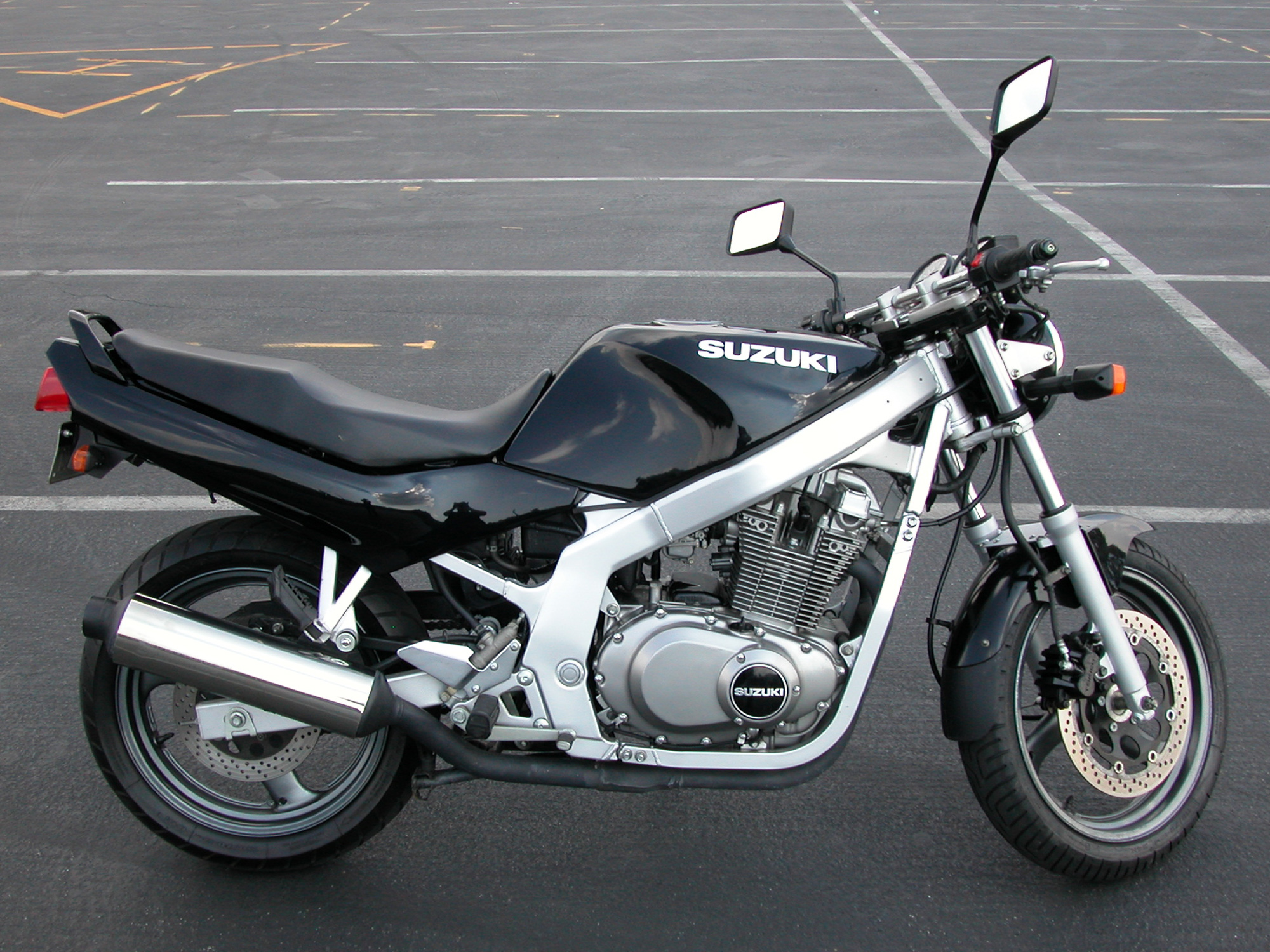
Naked con parti della ciclistica a vista: telaio con telaietto, forcellone, forcella e manubrio in acciaio, impianto frenante a disco

Elementi fondamentali del motociclo, ma non pertinenti con la propulsione:
- telaio e telaietto (detto anche sottotelaio o telaio ausiliario), elementi statici atti al collegamento della parti ciclistiche, motoristiche e delle sovrastrutture;
- sella, necessaria per permettere la seduta sulla moto, presente praticamente su tutte le motociclette, ad esclusione delle moderne moto da trial;
- pedane elementi fissati al telaio che permettono la giusta postura dei piedi/gambe;
- cavalletto/stampella laterale, elementi che permettono il posteggio della moto, presenti singolarmente o in accoppiata;
- sistemi sospensori-ammortizzanti, elementi dinamici atti ad assorbire le asperità del terreno e garantire il corretto contatto al suolo;
  - forcella elemento anteriore, di norma anche collegato con il manubrio; quest'ultimo necessario per la direzionalità del mezzo;
  - forcellone, elemento posteriore, che solo in rarissimi casi è un elemento rigido come nel caso della bicicletta;
- ruote, parti ruotanti della ciclistica;
  - cerchione, sorregge lo pneumatico, con parte del sistema frenante ruotante e/o del sistema di trasmissione;
  - pneumatico, elemento fondamentale per garantire la tenuta del mezzo;
- impianto frenante, presenta sia una parte statica che una dinamica; entrambe permettono il rallentamento o l'arresto del mezzo, questo sistema è generalmente presente sia anteriormente che posteriormente, ma in alcuni sporadici casi come in alcuni modelli di chopper viene a mancare l'elemento anteriore.

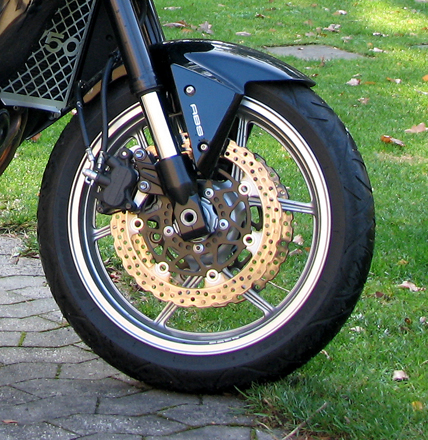
Ruota, sistema frenante e forcella anteriore
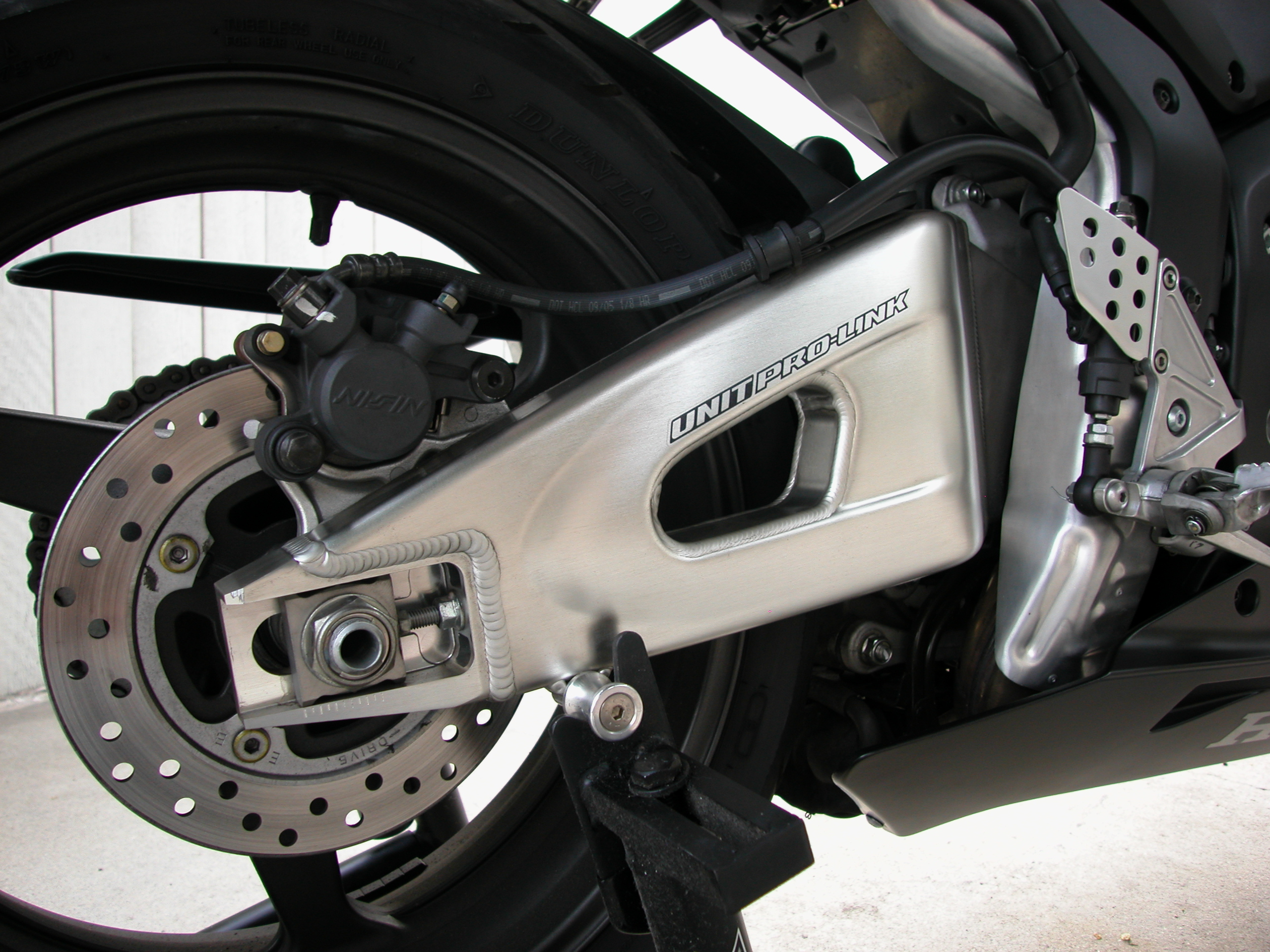
Forcellone e impianto frenante posteriore
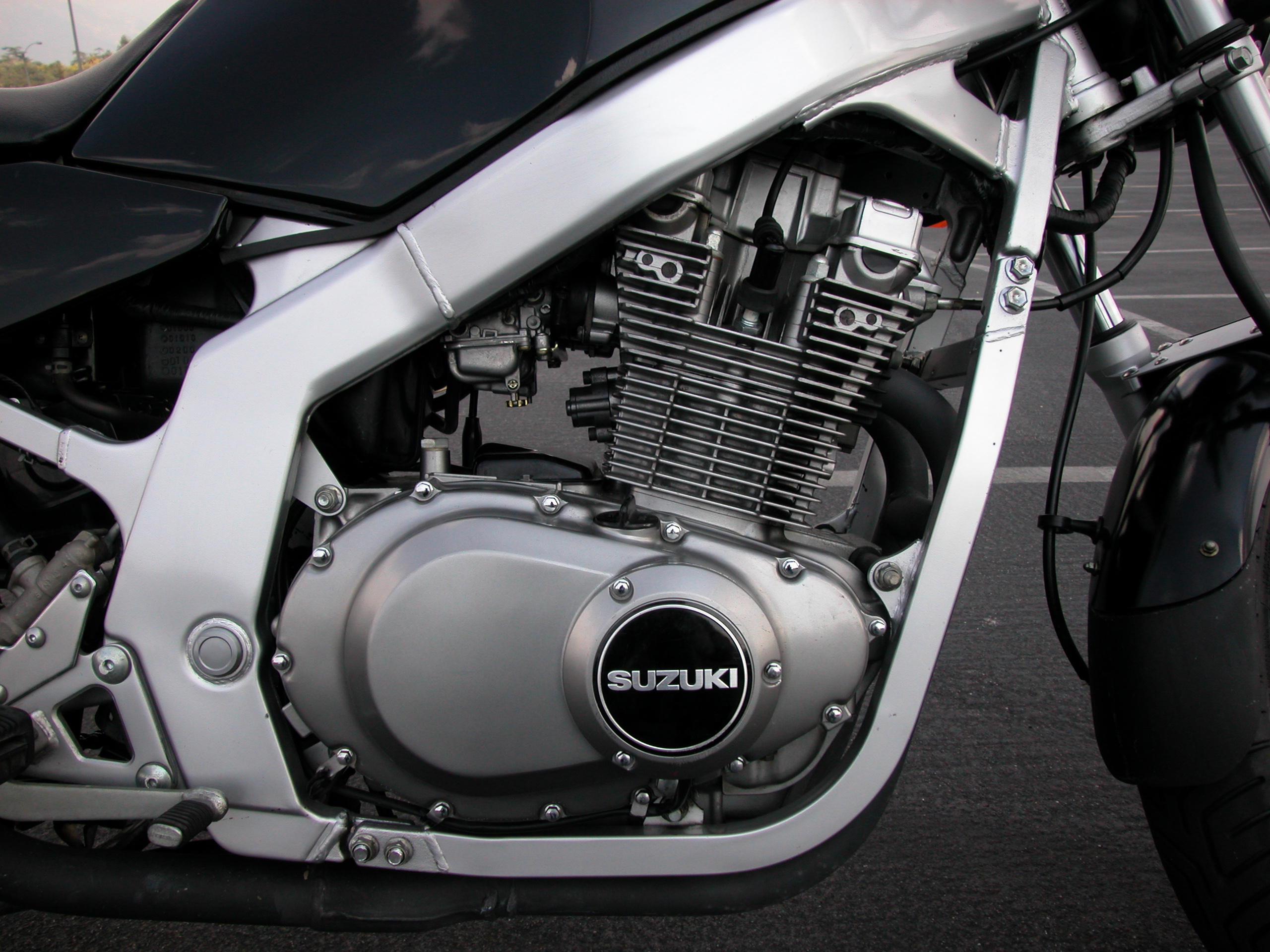
Telaio a doppia culla con travi in acciaio e motore incastonato
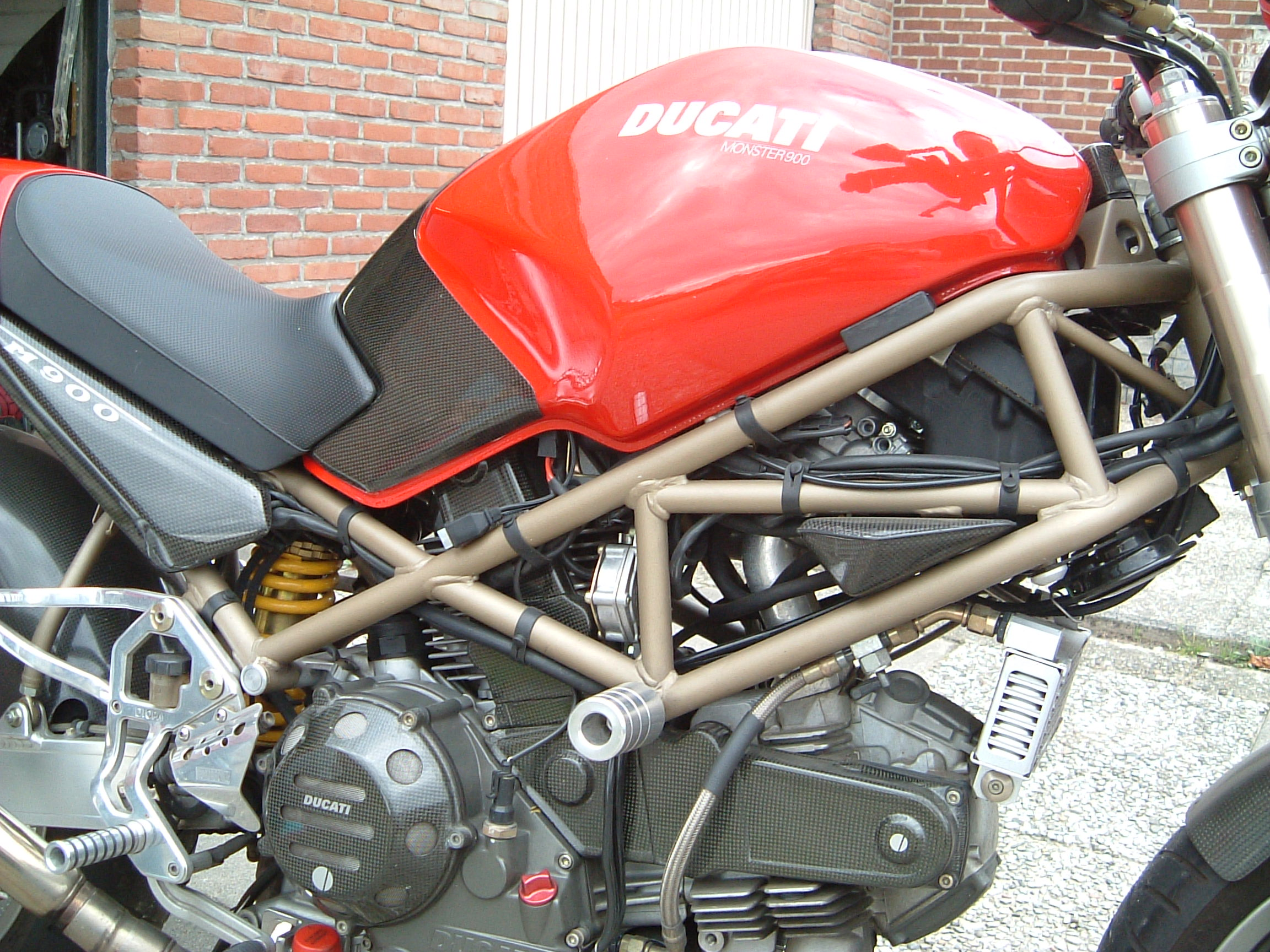
Telaio tubolare con il motore agganciato inferiormente

### Motore e annessi

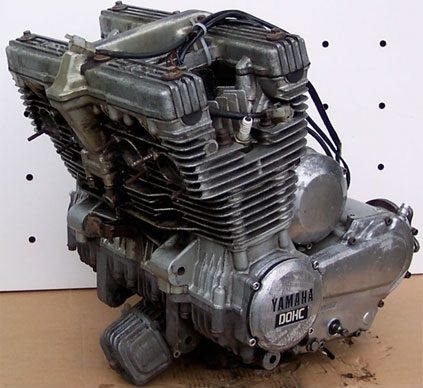
Blocco motore

Elementi fondamentali per la propulsione del mezzo:
- blocco motore parti meccaniche di trasmissione/trasformazione energetica del propulsore, da non confondere con il "banco motore" (blocco motore senza il gruppo termico);
  - biella fa da collegamento tra il pistone e l’albero a gomiti, trasmettendo il movimento dal pistone all’albero a gomiti.
  - gruppo termico parte che si occupa della trasformazione da chimica a meccanica dell'energia e che richiede un determinato impianto di raffreddamento;
  - carter elemento che racchiude e sorregge le parti fondamentali del blocco motore;
  - cambio utile per permettere la variazione del rapporto di riduzione tra motore e ruota motrice;
  - frizione serve per connettere o sconnettere il motore dal cambio o dalla trasmissione finale;
- impianto d'accensione necessario per la trasformazione chimica termica del combustibile;
- impianto d'alimentazione permette la giusta alimentazione del motore;
- impianto di scarico permette il corretto trattamento dei gas di scarico;
- impianto d'avviamento per permettere il facile avviamento del propulsore;
- trasmissione tutti gli organi che connettono il gruppo termico alla ruota, si divide in primaria (dal motore al cambio) e secondaria (dal cambio alla ruota) che possono essere il giunto cardanico, il sistema corona/pignone a catena o a ruote dentate con cinghia dentata.[19]

### Sovrastrutture

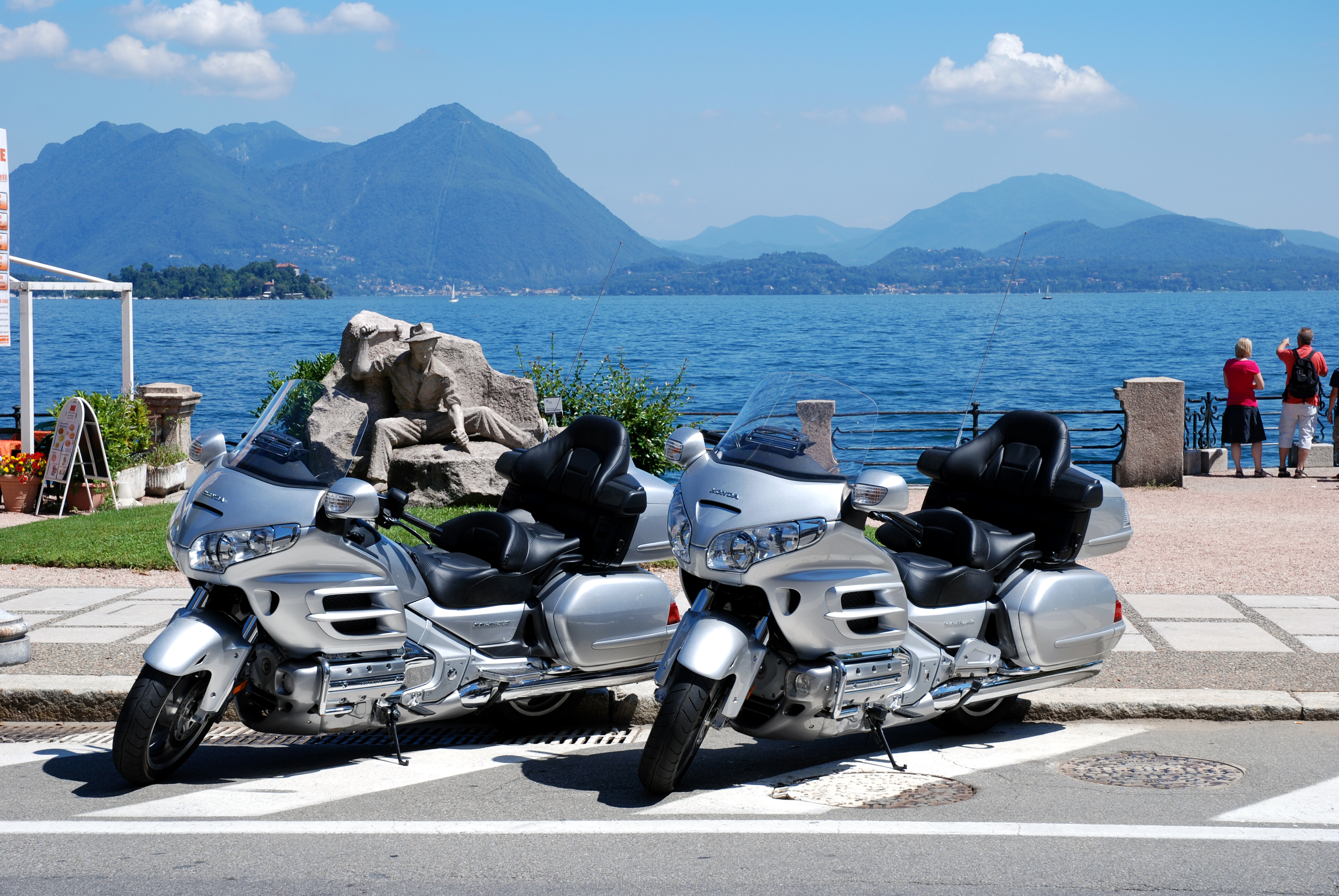
Grand Tourer dotate di carenature, indicatori di direzione nella carenatura, motovaligie, appoggiate su stampella laterale

Elementi non obbligatoriamente presenti o necessari per la conduzione di un mezzo:
- carenatura elemento/i necessari per la copertura delle parti meccaniche esposte e per la protezione dall'aria, i parafanghi sono compresi in questa categoria;
- impianto elettrico ausiliario impianto elettrico non necessario per il funzionamento della moto, ma utile e/o obbligatorio per la circolazione;
  - impianto d'illuminazione parte dell'impianto necessaria per l'illuminazione e la segnalazione della posizione;
  - avvisatore acustico;
  - indicatori direzionali utile per soddisfare più facilmente l'obbligo stabilito dalla legge di segnalare i propri cambi di direzione, ancorati alla forcella o inseriti nell'eventuale carenatura;
  - blocchetto/i comandi elementi posizionati sul manubrio che contengono gli interruttori per il funzionamento dell'impianto elettrico e di avviamento;
  - strumentazione elementi di misurazione o avvertimento, atti a indicare determinate condizioni operative, posizionati nella parte anteriore del mezzo e generalmente vincolati alla piastra superiore della forcella o al telaio della moto, più raramente viene vincolata al serbatoio;
    - contagiri indica il regime operativo del motore;
    - contachilometri indica la strada percorsa;
    - tachimetro visualizza la velocità istantanea del motociclo;
    - termometri possono indicare sia i dati di temperatura esterna che quelli specifici a organi del motore e al loro raffreddamento;
    - indicatore del livello del carburante, ha sostituito l'uso del rubinetto della benzina con posizione della riserva;
    - spie di funzionamento utili per la segnalazione della maggior parte delle avarie;
- specchietti retrovisori utili per la visualizzazione dei mezzi sopraggiungenti alle spalle;
- portapacchi elementi che permettono il trasporto di scatole o pacchi, una variante è il "portacasco";
- motovaligie borse che vengono fissate lateralmente o posteriormente, raramente sul serbatoio del mezzo per aumentare la capacità di carico.
- gancio di traino dispositivo con due gradi di libertà rotazionali per permettere l'uso di un carrello del tipo monoruota, mentre nel caso di uso dei carrellini biruota si hanno 3 gradi di libertà.
- Sottosella vano utilizzato per vari scopi, dall'alloggiamento della batteria, portadocumenti o portacasco (alcuni portacaschi sottosella sono espandibili)

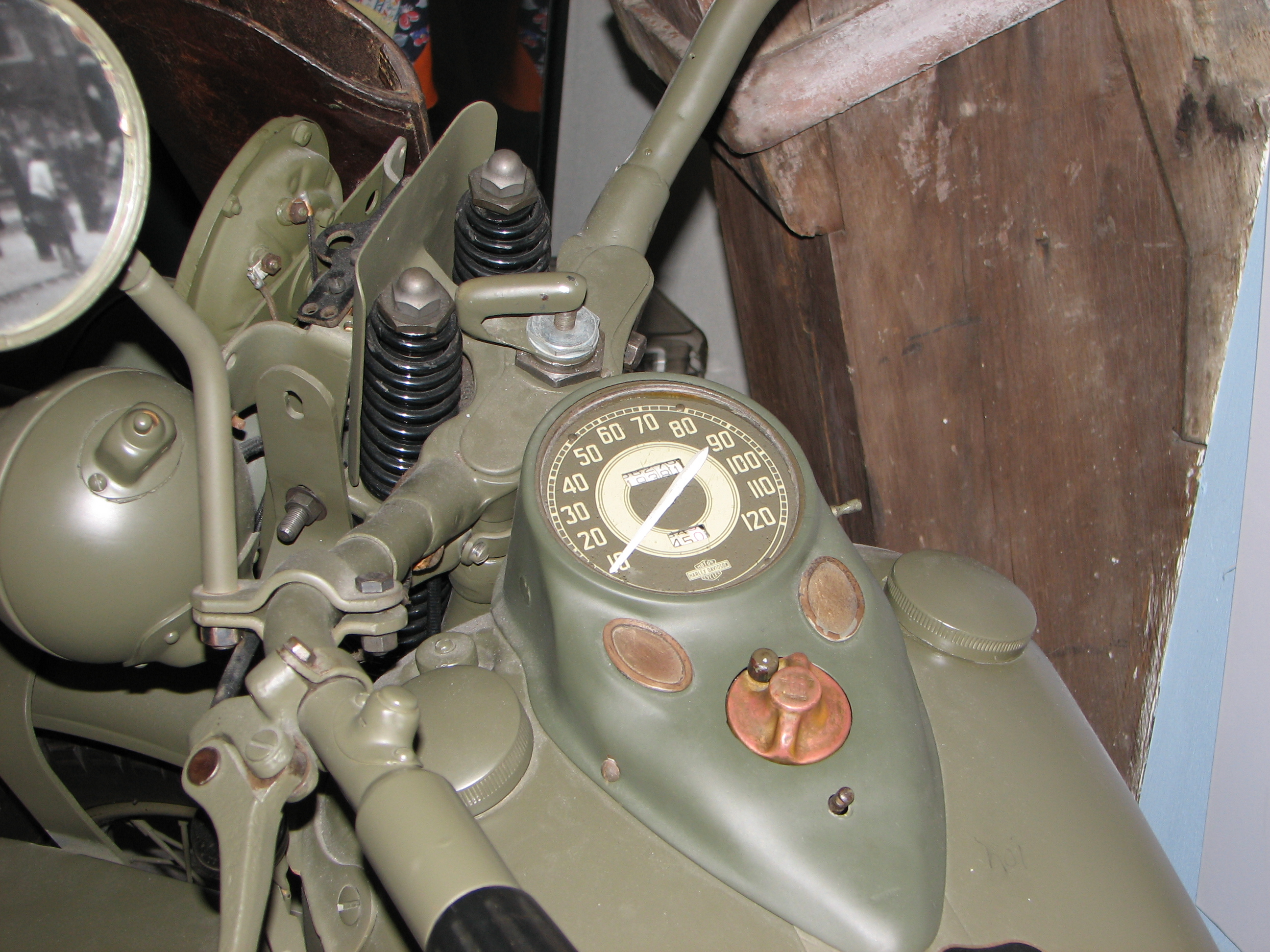
Strumentazione vincolata al serbatoio
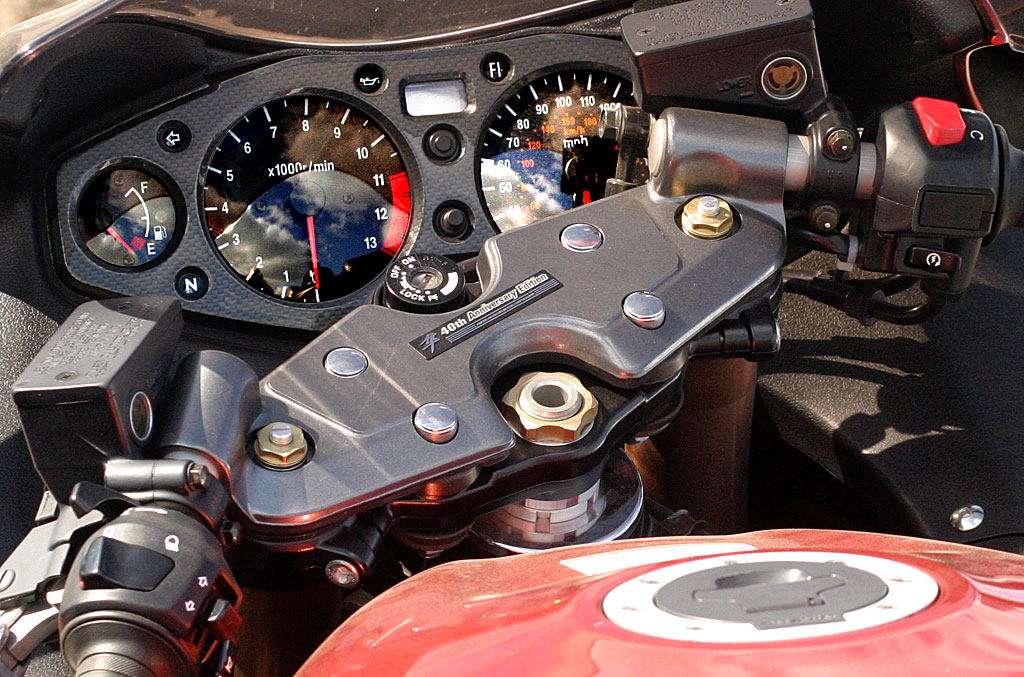
Strumentazione vincolata al telaio e blocchetti di comando al manubrio
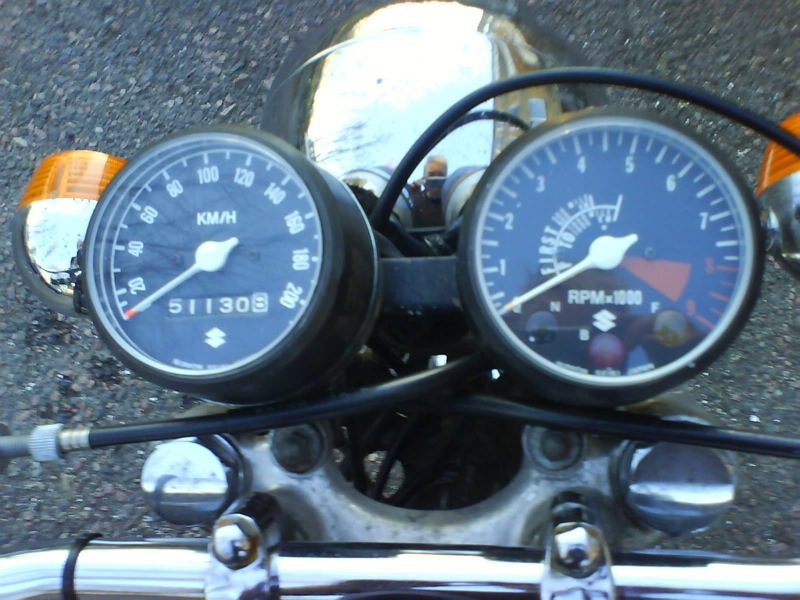
Strumentazione analogica e indicatori direzionali degli anni '70 vincolati alla piastra superiore della forcella
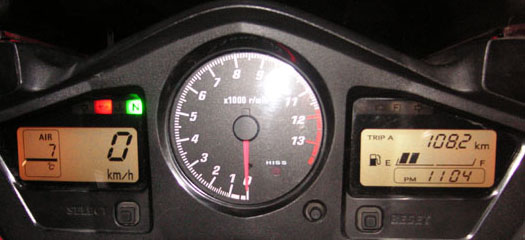
Moderna strumentazione mista analogico-digitale
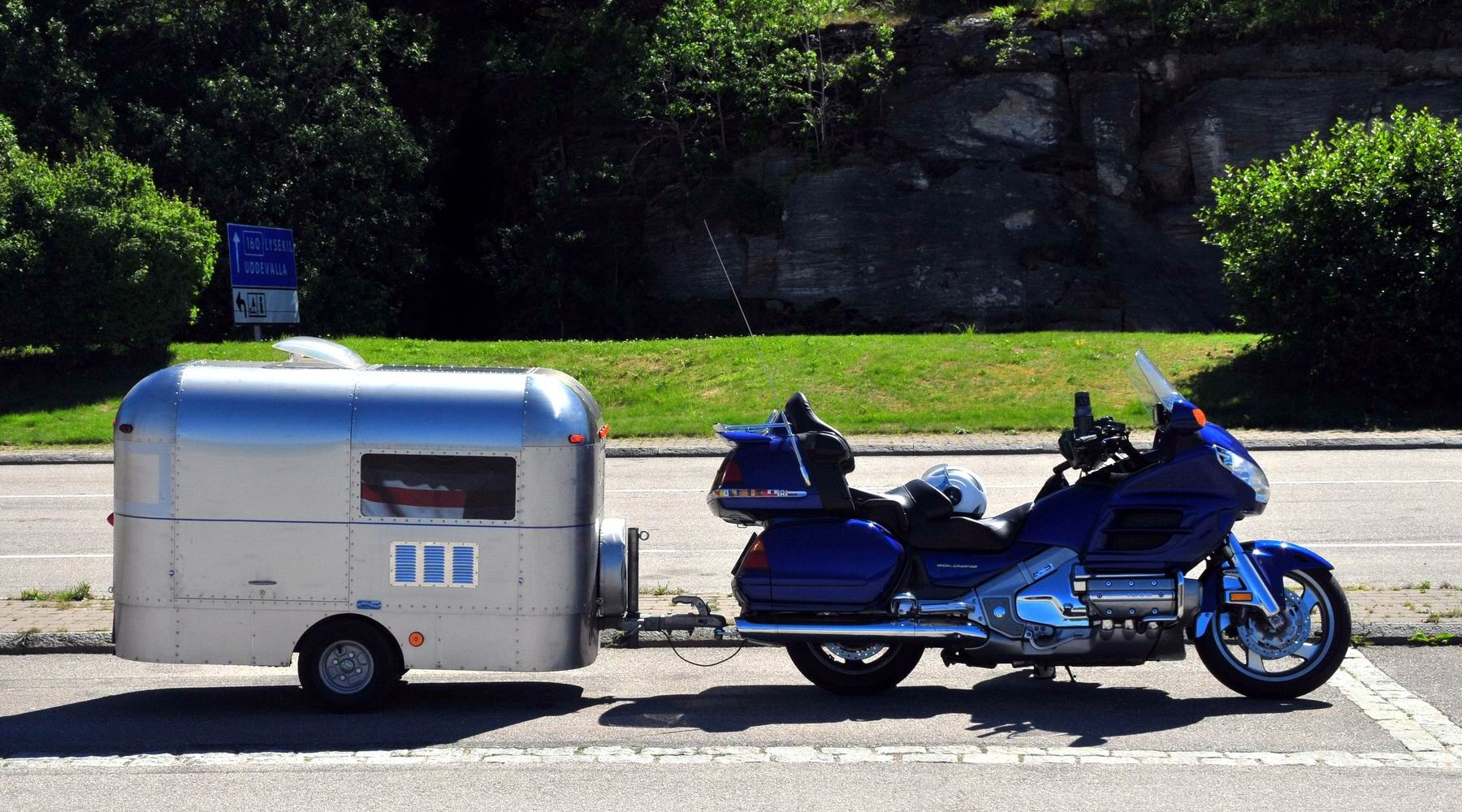
Motocicletta con rimorchio al traino
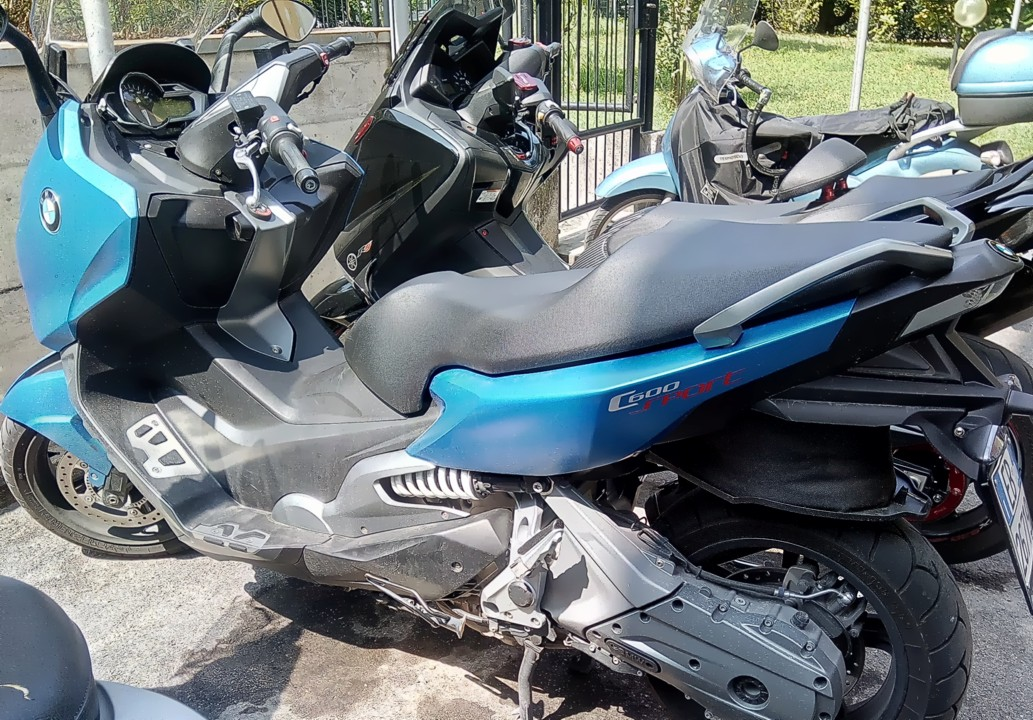
Scooter con portacasco sottosella espanso

## Motociclismo
Essendo un veicolo, l'utilizzo della motocicletta (e più in generale dei motoveicoli) come mezzo di trasporto di persone può dipedendere, oltre che da scelte personali, anche dallo status economico del proprietario. Infatti, se nei paesi in via di sviluppo, motociclette e veicoli affini possono rappresentare gli unici mezzi di trasporto il cui costo sia economicamente sostenibile da ampi strati della popolazione, nei paesi sviluppati tale ruolo è svolto prevalentemente dall'automobile e la moto è da considerarsi principalmente un bene di uso ricreativo, sportivo o legato all'identità o al piacere personale (ad esempio per il senso di adrenalina dato dalla facilità di raggiungere alte velocità, rispetto anche ad auto sportive di maggior costo o per la possibilità di sentirsi un tutt'uno con l'ambiente circostante o con il mezzo che si guida) per quanto anche l'agilità del mezzo nel traffico, la facilità di parcheggio (rispetto alle automobili) e la possibilità di usare i veicoli sulle corsie dei mezzi pubblici in alcuni contesti cittadini siano possibili fattori che possano spingere all'utilizzo di tale mezzo.
L'utilizzo della moto come mezzo di trasporto non esaurisce la potenzialità del mezzo: sono infatti numerose le attività ricreative centrate sull'utilizzo della motocicletta come ad esempio il motociclismo sportivo, i raduni motociclistici e il mototurismo.
Per quanto riguarda l'ambito più prettamente sportivo, esistono numerosi e variegati tipi di competizioni motociclistiche: alcune mettono in risalto la capacità del mezzo di raggiungere velocità elevate (come ad esempio le gare di MotoGP), altre la capacità di destreggiarsi in percorsi accidentati (come l'enduro) o la capacità di compiere particolari acrobazie (come il Freestyle Motocross).
Non è raro, benché la guida della moto sia un'attività prettamente individuale, che i motociclisti sviluppino un senso di comunità e di appartenenza, sconosciuti ad altre categorie di utenti della strada, di cui sono espressione l'appartenenza a motoclub, l'usanza di salutare con gesti della mano o della gamba altri motociclisti che si incrociano, l'organizzazione di eventi benefici o persino l'appartenenza di alcuni individui a bande criminali di motociclisti.